# ᆜ와 ᆖ
ᅟᆜ(ㅣㅡ)는 ㅣ와 ㅡ가 합쳐진 것으로, ㅢ와는 달리 ㅣ 소리가 먼저, ㅡ 소리가 나중에 난다. 같은 소리를 표기하기 위한 글자이지만 ㅡ를 두 개 겹친 ᆖ라는 글자가 제안된 적도 있다.

## 역사
훈민정음에는 ᅟᆜ라는 표기가 없지만, 훈민정음 해례본에는 ᅟᆜ가 소개되어 있으며 어린이나 지방에 사는 사람들의 말소리를 표기하는 것이라고 설명하고 있다.

ㆍㅡ起ㅣ聲，於國語無用。兒童之言，邊野之語，或有之，當合二字而用，如ᄀᆝᄀᆜ之類，其先縱後橫，與他不同。
ㆍ나 ㅡ가 ㅣ에서 일어난 소리는 우리나라 말에서 쓰임이 없다. 어린이 말이나 시골 말에 간혹 있기도 하니 마땅히 두 글자를 어울려 쓸 것인데 ᄀᆝ나 ᄀᆜ와 같으며, 세로가 먼저 오고 가로가 나중에 온다는 점은 그 반대[ㅢ]와는 다르다.

### ᆖ의 제안
1894년 주시경은 훈민정음에 ㅣ와 ㅡ의 합음을 표기하는 문자가 없음을 지적하며 ㆍ가 그 글자였을 것이라고 추측했다. 이에 영향을 받은 지석영은 1905년 《신정국문》이라는 철자법에서 ㅣ와 ㅡ의 합음을 표기하기 위한 새로운 글자로 ㅡ를 두 개 겹친 ᆖ를 제안했다.
이후 1940년 훈민정음 해례본이 발견되면서 실제로는 ᅟᆜ라는 표기가 있었음이 알려졌다.

## 현재
현재에도 경상도 방언, 경기도 방언에는 ᅟᆜ에 해당하는 발음이 있는데, 국제 음성 기호로는 [jɘ], [jɯ] 또는 [jɤ],[jɨ] 로 표기할 수 있는 발음이다.
- ᄋᆜᆼ감 - 영감
- ᄀᆜᆼ기도 - 경기도

## 코드 값
| 종류                  | 글자   | 유니코드 | HTML     |
| --------------------- | ------ | -------- | -------- |
| 한글 호환 자모 영역   | (없음) | (없음)   | (없음)   |
| 한글 자모 영역        | ᅟᆜ     | U+119C   | &#4508;  |
| 한양 사용자 정의 영역 |     | U+F85B   | &#63579; |
| 반각                  | (없음) | (없음)   | (없음)   |

## 같이 보기
- ᆝ와 ᆢ